# Mircea Anastasescu
Mircea Anastasescu (Bucarest, 18 de marzo de 1931) es un exdeportista rumano que compitió en piragüismo en la modalidad de aguas tranquilas. Ganó dos medallas en el Campeonato Mundial de Piragüismo en los años 1954 y 1963, y de dos medallas en el Campeonato Europeo de Piragüismo en los años 1957 y 1963.
Participó en tres Juegos Olímpicos de Verano entre los años 1952 y 1960, su mejor actuación fue un cuarto puesto logrado en Melbourne 1956 en la prueba de K2 1000 m.

## Palmarés internacional
| Campeonato Mundial | Campeonato Mundial | Campeonato Mundial | Campeonato Mundial |
| Año                | Lugar              | Medalla            | Evento             |
| ------------------ | ------------------ | ------------------ | ------------------ |
| 1954               | Mâcon (Francia)    | Medalla de bronce  | K1 500 m           |
| 1963               | Jajce (Yugoslavia) | Medalla de plata   | K2 500 m           |
| Campeonato Europeo |                    |                    |                    |
| Año                | Lugar              | Medalla            | Evento             |
| 1957               | Gante (Bélgica)    | Medalla de bronce  | K2 500 m           |
| 1963               | Jajce (Yugoslavia) | Medalla de plata   | K2 500 m           |